# Hackerspace
Hackerspace nebo hackspace (někdy také pod názvem hacklab, nebo creative space) je místo, kde se lidé s podobnými zájmy v oborech jako počítače, technologie, digital art či electronic art mohou setkat, prohlubovat nebo navazovat nové sociální vazby a spolupracovat na různých projektech shrnujících vědění z jednoho nebo více těchto oborů. Hackerspace bývá poměrně otevřená komunita, často má podobu blízkou dílně, laboratoři, pořádají se zde přednášky, samovolně se utvářejí týmy spolupracující na konkrétním projektu. Hlavní výhodou je sdílení vědomostí a prostředků pro realizaci zajímavých projektů, které by běžný kutil doma „na koleně“ pravděpodobně sám nedokončil. Mnoho hackerspaců přispívá do různých free software komunit a alternativních medií.

## Funkce

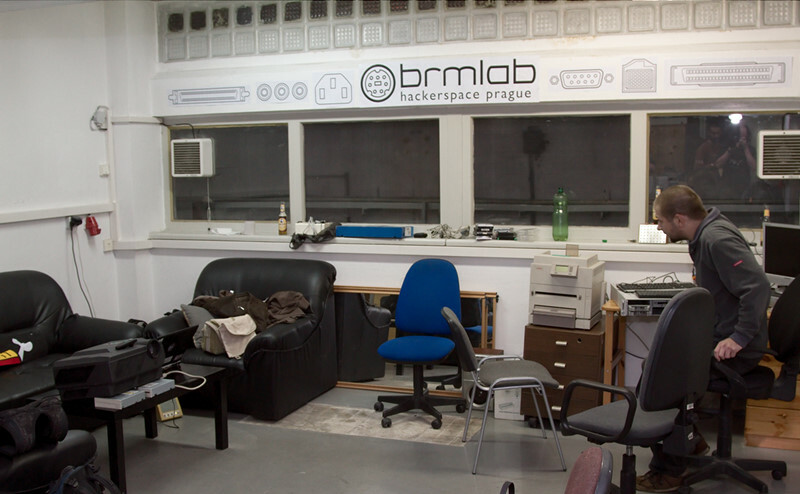
Brmlab, první český hackerspace

Specifické činnosti, které se konají v hackerspaces, se liší místo od místa. Obecně platí, že hackerspaces fungují jako centra pro vzájemné učení a sdílení znalostí, ve formě workshopů, prezentací a přednášek. Nabízejí také společenské aktivity pro své členy, včetně hráčských nocí a party. Poskytují také prostor členům k práci na jejich individuálních projektech, nebo spolupráci na skupinových projektech s ostatními členy. Hackerspace může také fungovat jako půjčovna počítačového vybavení.
Vybudování takového místa je důležité, protože poskytuje infrastrukturu, již členové potřebují k dokončení svých projektů. Kromě prostoru poskytuje mnoho hackerspaces i elektřinu, servery a sítě s připojením k internetu, audio zařízení, video projektory, herní konzole, elektroniku pro hackování či různé nářadí pro elektroniku.

## Organizace
Individuální charakter hackerspace si určují jeho členové. Mnoho hackerspace je řízeno několikačlennou radou skládající se z členů zvolených z řad platících členů. Zvolení členové často rozhodují o důležitých otázkách fungování sdružení, pokud jde o nákup nového zařízení, uzavírání smluv, nábor nových členů, a další administrativní záležitosti, což většinou beztak vyplývá ze zákona o občanských sdruženích a souvisejících předpisů.
Hlavním finančním příjmem bývají tzv. členské příspěvky, často akceptují různé formy sponzorství.

### Hudba
- Music Hackspace (Londýn)
- Music Hackspace Dublin
- CPH Music Maker Space (Kodaň),
- Ljudmila (Lubljana)
- Radiona (Záhřeb)

## Významné hackerspacy
- c-base, Berlín
- Metalab, Vídeň
- Noisebridge, San Francisco[3]
- NYC Resistor, New York

## České hackerspacy
- base48, Brno
- TAKT z.s., Praha
- BrmLab, MakersLab, MacGyver,Takt, Praha
- FabLab, Brno
- Labka, Ostrava